# Arena Football League 1995
Die Arena-Football-League-Saison 1995 war die neunte Saison der Arena Football League (AFL). Ligameister wurden die Tampa Bay Storm, die die Orlando Predators im ArenaBowl IX bezwangen.

## Teilnehmende Mannschaften
| Anzahl Mannschaften | 13                                                                                             |
| ------------------- | ---------------------------------------------------------------------------------------------- |
| Neu in der Liga     | Connecticut Coyotes, St.Louis Stampede, Iowa Barnstormers, Memphis Pharaos, San Jose SaberCats |
| Ausgeschieden       | Massachusetts Marauders, Cleveland Thunderbolts, Fort Worth Cavalry                            |

## Regular Season
| Team                | Overall | Overall | Overall |
| Team                | S       | N       | SQ      |
| ------------------- | ------- | ------- | ------- |
| National Conference |         |         |         |
| Eastern Division    |         |         |         |
| Albany Firebirds    | 7       | 5       | 0.583   |
| Charlotte Rage      | 5       | 7       | 0.417   |
| Connecticut Coyotes | 1       | 11      | 0.083   |
| Southern Division   |         |         |         |
| Tampa Bay Storm     | 10      | 2       | 0.833   |
| Orlando Predators   | 7       | 5       | 0.583   |
| Miami Hooters       | 1       | 11      | 0.083   |
| American Conference |         |         |         |
| Central Division    |         |         |         |
| St. Louis Stampede  | 9       | 3       | 0.750   |
| Iowa Barnstormers   | 7       | 5       | 0.583   |
| Memphis Pharaohs    | 6       | 6       | 0.500   |
| Milwaukee Mustangs  | 4       | 8       | 0.333   |
| Western Division    |         |         |         |
| San Jose SaberCats  | 8       | 4       | 0.667   |
| Arizona Rattlers    | 7       | 5       | 0.583   |
| Las Vegas Sting     | 6       | 6       | 0.500   |

Legende:
| Siege              | Niederlagen           | Unentschieden      | SQ gewonnene Spiele (relativ) |
| P+ gemachte Punkte | P- gegnerische Punkte | x = Division Titel | y = Playoffs erreicht         |

## Playoffs
| Viertelfinale | Viertelfinale | Viertelfinale |    |           | Halbfinale | Halbfinale | Halbfinale |  |  | ArenaBowl IX | ArenaBowl IX | ArenaBowl IX |
|               |               |               |    |           |            |            |            |  |  |              |              |              |
| 1             | Tampa Bay     | 53            |    |           |            |            |            |  |  |              |              |              |
| 8             | Memphis       | 41            |    |           |            |            |            |  |  |              |              |              |
| 8             | Memphis       | 41            | 1  | Tampa Bay | 56         |            |            |  |  |              |              |              |
|               |               |               | 1  | Tampa Bay | 56         |            |            |  |  |              |              |              |
|               | 7             | Albany        | 49 |           |            |            |            |  |  |              |              |              |
| 2             | 7             | Albany        | 49 | St.Louis  | 49         |            |            |  |  |              |              |              |
| 2             |               |               |    | St.Louis  | 49         |            |            |  |  |              |              |              |
| 7             | Albany        | 51            |    |           |            |            |            |  |  |              |              |              |
| 7             | Albany        | 51            | 1  | Tampa Bay | 48         |            |            |  |  |              |              |              |
|               |               |               |    | Tampa Bay | 48         |            |            |  |  |              |              |              |
|               | 6             | Orlando       | 35 |           |            |            |            |  |  |              |              |              |
| 3             | 6             | Orlando       | 35 | San Jose  | 37         |            |            |  |  |              |              |              |
| 3             |               |               |    | San Jose  | 37         |            |            |  |  |              |              |              |
| 6             | Orlando       | 55            |    |           |            |            |            |  |  |              |              |              |
| 6             | Orlando       | 55            | 6  | Orlando   | 56         |            |            |  |  |              |              |              |
|               |               |               | 6  | Orlando   | 56         |            |            |  |  |              |              |              |
|               | 5             | Iowa          | 49 |           |            |            |            |  |  |              |              |              |
| 4             | 5             | Iowa          | 49 | Arizona   | 52         |            |            |  |  |              |              |              |
| 4             |               |               |    | Arizona   | 52         |            |            |  |  |              |              |              |
| 5             | Iowa          | 56            |    |           |            |            |            |  |  |              |              |              |

### ArenaBowl IX
Der ArenaBowl IX wurde am 1. September 1995 in der Tropicana Field in St Petersburg, Florida ausgetragen. Das Spiel verfolgten 25.087 Zuschauer.
ArenaBowl MVP wurde George LaFrance (Tampa Bay Storm)
| ArenaBowl IX | ArenaBowl IX | ArenaBowl IX |
| ------------ | ------------ | ------------ |
| 1            | Tampa Bay    | 48           |
| 6            | Orlando      | 35           |

## Regular Season Awards
| Award                | Gewinner     | Position                     | Team              |
| -------------------- | ------------ | ---------------------------- | ----------------- |
| Most Valuable Player | Barry Wagner | Wide Receiver/Defensive Back | Orlando Predators |
| Ironman of the Year  | Barry Wagner | Wide Receiver/Defensive Back | Orlando Predators |
| Coach of the Year    | John Gregory | Head coach                   | Iowa Barnstormers |

## Zuschauertabelle
| Team                | Zuschauerschnitt |
| ------------------- | ---------------- |
| Albany Firebirds    | 12.240           |
| Arizona Rattlers    | 15.429           |
| Charlotte Rage      | 8.111            |
| Connecticut Coyotes | 7.853            |
| Iowa Barnstormers   | 11.021           |
| Las Vegas Sting     | 5.053            |
| Memphis Pharaos     | 10.722           |
| Miami Hooters       | 6.259            |
| Milwaukee Mustangs  | 14.141           |
| Orlando Predators   | 15.638           |
| San Jose SaberCats  | 14.108           |
| St.Louis Stampede   | 10.869           |
| Tampa Bay Storm     | 18.211           |
| Ligadurchschnitt    | 11.260           |